# 大西洋擬油鰻
大西洋擬油鰻，為輻鰭魚綱鰻鱺目糯鰻亞目蛇鰻科的其中一種，分布於東大西洋區，從塞內加爾至安哥拉海域，棲息深度40-100公尺，體長可達25.9公分，棲息在沙泥底質海域，為底棲性魚類，屬肉食性，生活習性不明。

## 擴展閱讀
維基物種上的相關：大西洋擬油鰻